# A8 Marruecos
La Autopista del Fostato o A8 es una autopista de peaje que una las ciudades de Berrechid y Beni Melal. 

## Historia y descripción
SM el Rey Mohammed VI lanzó, hoy lunes (el 12 de abril de 2010) en la comuna Ouled Yaich dependiente de la provincia de Béni Mellal (260 km al sur de Rabat), las obras de construcción de la autopista Berrechid-Béni Mellal de una distancia de 172 km, por una inversión de 6,05 mil millones de dirhams (540 millones de euros).
Con este motivo, se presentaron explicaciones al Soberano sobre este proyecto que acompañará el desarrollo económico y social que experimenta la región de Tadla-Azilal y las regiones cercanas y contribuir a la promoción de varios sectores económicos (agricultura, agroindustria y turismo).  
Además, la autopista Berrechid-Béni Mellal, cuya apertura está prevista a finales de junio de 2013,  permitirá acercar toda esta zona a los principales polos económicos del país y unirlos mediante una infraestructura moderna ofreciendo un nivel muy alto de calidad y de capacidad de servicio.
La construcción de este eje forma parte del contrato programa 2008-2015, firmado el 2 de julio de 2008 bajo la presidencia de SM el Rey Mohammed VI, entre el Estado y la Sociedad nacional de las autopistas de Marruecos (ADM) 
Con este motivo, el ministro de Equipamiento y Transportes, Karim Ghellab, presentó al Soberano una ponencia sobre el programa nacional de las autopistas, su estado de avance y las especificidades del proyecto de la autopista Berrechid-Béni Mellal.
- Berrechid - Ben Ahmed (38,5 km) : China International Water & Electric Corporation (CWE)
- Ben Ahmed - Khouribga (38,5 km) : Sintram, LRN, Seprob et SNCE
- Khouribga - Oued Zem (33 km) : Sintram, LRN, Seprob et SNCE
- Oued Zem - Kasba Tadla (40 km) : Houar
- Kasba Tadla - Beni Mellal (22 km) : Covec

## Tramos
| Denominación | Tramo                | Estado (2015)      | Kilómetros |
| ------------ | -------------------- | ------------------ | ---------- |
| A8           | Beni Melal - Juribga | En servicio (2014) | 95         |
| A8           | Berrechid - Juribga  | En servicio (2015) | 77         |

## Salidas A8
| A 8 Autoroute A8 Berrechid - Beni Mellal |                  |      |      |
| Elemento                                 | Nombre de Salida | ↓km↓ | ↑km↑ |
|                                          | A 7 Berrechid    |      | +0   |
|                                          | Aera de servicio |      | +15  |
|                                          | Ben Ahmed        |      | +38  |
|                                          | Aera de servicio |      | +71  |
|                                          | Juribga          |      | +77  |
|                                          | Oued Zem Oeste   |      | +107 |
|                                          | Oued Zem Este    |      | +117 |
|                                          | Aera de servicio |      | +120 |
|                                          | Bejaad           |      | +135 |
|                                          | Kasba Tadla      |      | +152 |
|                                          | Beni Melal       |      | +172 |